# Vom Affen gelaust und losgesaust...!
Vom Affen gelaust und losgesaust...! (en español: Monos con garrapatas... ¡y huidas por patas!) es la segunda historieta de Mortadelo y Filemón publicada en Alemania que, al igual que la anterior (Nur kein Gehetze - wir haben Arbeitsplätze), es de autor apócrifo y desconocido. Esta tampoco fue nunca publicada en España. A diferencia de la anterior, muchos lectores consideran que sus dibujos tienen bastantes rasgos españoles. Sin embargo sus dibujos probablemente fueron copiados de otras historietas de Mortadelo y Filemón. Según muchos lectores de esta historieta, también al igual que su hermana, esta tiene un guion y un dibujo de menor calidad que las hechas en España.

## Sinopsis
Mortadelo y Filemón deben capturar a un cazador furtivo.